# حسين أمين
حسين أمين (1925م ـ 2013م) مؤرخ وكاتب وأديب ومؤلف عراقي.

## حياته
ولد الدكتور حسين أمين عبد المجيد في بغداد في محلة الطوب عام 1343 هـ / 1925م، ودرس المرحلة الابتدائية في المدرسة المأمونية ابتداءاً من عام 1931، وتابع دراسته في المتوسطة الغربية، ثم دخل الثانوية المركزية عام 1941، وبعدها أنخرط في صفوف دار المعلمين الابتدائية القسم العالي، ثم في مدرسة تطبيقات دار المعلمين الابتدائية.
سافر إلى مصر والتحق بجامعة الإسكندرية وحصل منها على الماجستير عام 1958م بتقدير، وهو أول طالب عربي يحصل من هذه الجامعة على الدكتوراه وينال جائزة تقديرية من عند الرئيس الراحل جمال عبد الناصر.
اشتهر بظهوره في عقد الستينيات ببرامج التلفاز حيث قدم برنامج ثقافي عن التاريخ في تلفاز العراق باسم «ثقافة الاسبوع».
أول نشاط سياسي له وهو في المتوسطة حيث قام ومجموعة من الأصدقاء بتوزيع منشور يندد بقتل الملك غازي عام 1939 وقد أُحيل على أثرها إلى المحكمة العرفية التي حكمت عليهم بالغرامة أو السجن، أما ثاني أكبر نشاط سياسي له فهو اختياره ضابطاً للارتباط بين الضباط الأحرار قبل حركة 14 تموز 1958 والرئيس الراحل عبد الناصر بواسطة الليثي عبد الناصر زميله في الدراسة.
كان الأستاذ حسين أمين مؤرخا جيدا وباحثا ممتازا ووجها إذاعيا وتلفازيا، اشتهر بين الناس لكثرة ما كان يقدمه من برامج في التلفاز عن التاريخ والتراث.

## قالوا فيه
قال عنهُ الأستاذ إبراهيم خليل العلاف: ((ارتبطت مع الأستاذ الدكتور حسين أمين بروابط التلمذة والمحبة والزمالة، وقد أرسل قبل أيام رسالة يدعوني فيها للمشاركة في انتخابات (الجمعية التاريخية العراقية) التي حرص على إعادة إحيائها بعد الاحتلال في التاسع من نيسان 2003 ولم تتيسر الفرصة لأحضر انتخابات الجمعية في بغداد وقد علمت بأنها جرت وفاز الدكتور أمين برئاستها وقد أرسلت له رسالة قدمت فيها تهنئتي لهُ. وأعربت عن استعدادي للتعاون معه خدمة لحركة التاريخ والمؤرخين في عراقنا العزيز، وكتب عنه صديقنا الأستاذ حميد المطبعي بضعة أسطر في (موسوعة أعلام العراق في القرن العشرين)، الجزء الأول، والتي نشرتها دار الشؤون الثقافية العامة ببغداد سنة 1995 فقال : إن الدكتور حسين أمين من مواليد محلة الطوب قرب الباب المعظم ببغداد سنة 1925، وهذه المحلة مجاورة لأحد أبواب بغداد العباسية وهو باب السلطان والذي صار فيما بعد يسمى بالباب المعظم. درس في (المأمونية الابتدائية) وفي (المتوسطة الغربية) وفي هذه المدرسة بدأ هو وزملائه في تكوين جمعية ثقافية وطنية باسم ( الشبيبة العربية). وفي سنة 1939، واثر مقتل الملك غازي رحمه الله ( نيسان 1939)، قام هو بقيادة تظاهرة كبيرة، دعت الشعب إلى الثورة ضد الحكومة المتواطئة مع الأجنبي في قتل الملك غازي. وقد اعتقل وعدد من زملائه وقدم إلى المجلس العرفي الذي حكم عليهم بدفع غرامة مالية.
تخرج في الثانوية المركزية، ودخل دار المعلمين الابتدائية سنة 1945، وبعدها سافر إلى الإسكندرية بمصر لإكمال دراسته وقد حصل على الليسانس والماجستير والدكتوراه سنة 1962 وكان أول عراقي ينال الدكتوراه من جامعة الإسكندرية في التاريخ الإسلامي وأول عربي يحصل على الجائزة التقديرية من الرئيس الراحل جمال عبد الناصر.

## أعماله
أسس الدكتور حسين أمين «الجمعية التاريخية العراقية» وأصبح رئيسا لها منذ بداية السبعينات من القرن الماضي، ثم انتخب أول أمين عام لاتحاد المؤرخين العرب. قدم أكثر من 650 حديثاً للإذاعة في قضايا التراث والتاريخ. كما شارك في مؤتمرات تاريخية عراقية وعربية وأجنبية عديدة. وهو عضو في الجمعية التاريخية الدولية ومقرها باريس. وقد كانت لهُ صلات وثيقة بالكثير من المؤسسات الثقافية العربية والعالمية. ولقد اختارته جامعة مارتن لوثر بألمانيا سنة 1970 ليكون أستاذا زائرا فيها. وقد ألقى كذلك محاضرات عامة في جامعات عديدة، منها جامعات أكسفورد وكمبرج وأدنبرة وبرلين وميونيخ وفرانكفورت ومدريد وبراغ وليبزغ. وقد تركزت محاضراته حول التعليم الإسلامي والمؤسسات الجامعية العربية وجوانب من الحضارة العربية والإسلامية.
كان يتحدث عن فلسفته فيقول أنه ينتهل كل رأي مصيب لأي إنسان و((الاصطفاء لما أرى من أخلاقهِ الفاضلة، فإن اللؤلؤة الناردة والغالية لا تهان لهوان غائصها الذي أستخرجها من قاع البحر)).
ضيفته جريدة الثورة (البغدادية) بعددها الصادر في الثاني من تموز سنة 2000 قائلة عنه: (( بأنه المؤرخ الذي لم يخرج من صومعة التاريخ منذ 70 عاماً )) وعندما سأله السيد جمال الأسدي عن ماذا يحرص عند الكتابة قال : (( أحرص على إبراز تراثنا العربي الخالد، وأن أجعل الحضارة العربية وحياة المجتمع العربي الأساس الذي يدور عليه التاريخ، وأحرص على أن أجعل القارئ يتذوق هذا الحاضر بعد أن أقدم لهُ صوراً من تراث الآباء والأجداد، وأظهر وحدة الأمة العربية وأصالة الروابط بين أبناء الشعب العربي في جميع العصور التاريخية، برغم تعدد حكوماتها واختلاف التوجهات السياسية لكل منها وبهذا أكون عامل توفيق لا عامل تفريق، ويمكن بهذا أن أكون مصلحاً أكثر مني رافضاً أو ثائراً)).
وفي جوابهِ على سؤال يتعلق بالدرس الذي استفاده من دراسة التاريخ قال: (( منذ أن بدأت بتعليم ودراسة التاريخ بحدود 1933، وحتى اليوم (2000)، تعرفت على الإنسان منذ ظهوره وتطوره، وتعرفت على شخصيات متعددة في مختلف طبائعها وميولها وعقائدها، وتعرفت على أصحاب المبادئ والمعتقدات وغير ذلك من المواضيع التاريخية، التي ستمنحني الصبر وبالتالي في اتخاذ القرار. كما علمتني دراساتي التاريخية معنى المواطنة ومعنى الدفاع عن الوطن، والاقتداء بالمصلحين )).

## رأيه في التاريخ
التاريخ عند الأستاذ الدكتور حسين أمين، سيد العلوم، وفي هذا المجال يقول إنه يكفي التاريخ انه يؤرخ لكل العلوم ولكل صنوف المعرفة فهو سجل للحوارات التي أثرت في حياة الإنسان، وهو يعني أيضاً بتوضيح العلاقة السببية بين السابق واللاحق من الحوادث الاجتماعية، وبهذا المعنى فان التاريخ بنظر الدكتور أمين «هو الذي يلهمنا كيف نواجه الأحداث، ونتعامل مع الأزمات».
وحول الفرق بين (المؤرخ) و(السياسي) يقول الدكتور حسين أمين، بأننا إذا كنا نؤمن بإن التاريخ كما يقول المؤرخ البريطاني سيلي، سياسة ماضية، وأن السياسة تاريخ حاضر، فإن المؤرخ هو الذي ينظر إلى الماضي ويتعرض للحاضر كنتيجة، أي أنه يحلل الماضي ليتنبأ بالحاضر وعندها تكون السياسة تحليلا لحاضر يساعدنا في التنبؤء بالمستقبل ومن كل الوجوه يكون المؤرخ هو الذي يخلق السياسة.
بشأن موقفه من التراث، فإن الدكتور حسين أمين يؤكد ((بأن التراث ليس فقط هو ما متواجد في المتاحف أو المخازن، إنما هذا التراث يتجدد ويتطور بما نبذل نحن من جهود مخلصة من أجل الحفاظ عليه. والاعتبار به وتجديده بالشكل الذي يليق وتاريخ أمتنا الخالد)). وقد تحدث كثيراً حول هذا الموضوع في حوار أجراهُ معه الأستاذ جمعة عبد الصبور ونشره في مجلة الثقافة العربية (الليبية)، السنة (6) العدد (3)، مارس ـ آذار 1979 وقال أن الباحثين، عربا وأجانب، وضعوا أيديهم على كنز هائل من التراث الفكري العربي والإسلامي والذي هو حصيلة ضخمة وكبيرة ونافعة لمسيرة وديمومة حياتها من أجل الغد الأفضل، ومن واجب المؤرخين التأكيد بأن التراث ليس شيئا جامدا ولا بد من استلهامه واستحضار جوانبه الناصعة وتقديمها لأجيالنا الصاعدة وحينما سأله المحاور عن سبب اهتمامه بالفيلسوف والإمام الغزالي حتى أنه حقق كتاب ( المقدمة في التصوف) للإمام أبي عبد الرحمن السلمي البغدادي المتوفى سنة (12 هجرية / 1021م) قال بان الغزالي بدأ شاكا ورافضا ثم انتهى متصوفا وقد أعجبت به لهذا فان ((اتجاهي ثوري، ولكن أميل للتصوف!)).
أكد الدكتور حسين أمين بأن العرب أجادوا كتابة التاريخ، وبخاصة في كتابة المعاجم، والتاريخ المرتب على حوادث السنين (الحوليات) وقبل أن يظهر ابن خلدون، ظهر مؤرخون عرب ثقاة، فنحن نعتبرهم الرواد الأوائل في التقصي والبحث العلمي المجرد ومن هؤلاء الطبري والبلاذري والمسعودي وابن الأثير. الذين كتبوا تاريخ الأمة منذ نشأتها وأضاف ((الصحيح أن بعضهم كان يعمل على سرد الحوادث ولكن الصفة الواضحة. إنه كان يقدم تلك المادة بأمانة ونزاهة.. وظهر ابن خلدون بعدهم، فجاء بطريقته العلمية وبنظرته الموضوعية، حيث ربط حدوث بعض الحوادث بمسببات قد تكون اقتصادية أو طبيعية)). وقد أثبت العرب أن ما كتبه مؤرخوهم يتميز بالأصالة فهم لم يكونوا عالة على غيرهم.
كان الأستاذ الدكتور حسين أمين يؤكد باستمرار (( أولا نحن عرب بالدرجة الأولى أصالتنا عربية ولكننا نؤمن بالإسلام لأنه ديننا ومعتقدنا والجزيرة العربية أو الوطن العربي هو عربي بالأصل، ثم جاء الإسلام فوحّد تفكيرنا وهذّب نفوسنا والعرب مادة الإسلام والتفريق بين العروبة والإسلام هو عمل صعب))
كان حسين أمين يؤمن بأن على المؤرخ أن يمارس دوراً فاعلا في بناء نهضة أمته، لذلك بذل خلال السنوات الأربعين الماضية جهودا حثيثة لجمع المؤرخين العراقيين (في الجمعية التاريخية العراقية) والمؤرخين العرب ( في اتحاد المؤرخين العرب)، وقد كان وراء عقد الكثير من الندوات والمؤتمرات التاريخية في عدد من البلدان العربية وكان همه الكبير هو دراسة الأوضاع العربية الراهنة ومعرفة موقف المؤرخين منها.. وقد جاء موقفه هذا مبنيا على فكرة ملخصها: (( إن المؤرخ هو المفكر القادر على تقويم الوضع العربي الماضي والراهن بأسلوب علمي ورؤية معاصرة نابعة من إيماننا القومي )).

## من مؤلفاته
قام بتأليف مجموعة من الكتب منها:
- المدرسة المستنصرية - بغداد 1960.
- الإمام الغزالي فقيها - بغداد 1963.
- تاريخ العراق في العصر السلجوقي - بغداد 1965.
- شط العرب ووضعه التاريخي - بغداد 1981.
- القدس وعلاقتها ببعض المدن والعواصم الإسلامية - بغداد 1988.
- زرقاء اليمامة- بغداد 1988.
- تاريخ التربية والتعليم في الإسلام.
- التاريخ الإسلامي.
- حقق كتاب مقدمة في التصوف السلمي بغداد 1984.

هذا فضلا عن مئات البحوث والدراسات والمقالات المنشورة في مجلات علمية رصينة. كما ترجم كتبا من لغات أجنبية إلى اللغة العربية ومن ذلك ترجمته كتاب (( العراضة في الحكاية السلجوقية)) الذي ألفه الوزير محمد بن محمد الحسين اليزدي المتوفي سنة 743هـ (1342م).

## وفاته
توفي بتاريخ 12 جمادى الأولى 1434 هـ / 24 مارس 2013م، في العاصمة الأردنية عمان، ودفن في مساء اليوم التالي في محافظة كربلاء في العراق، وسط حضور وتمثيل رسمي من قبل اتحاد المؤرخين العرب ببغداد وبعض الشخصيات الحكومية.

## وصلات خارجية
- كتاب كتاب تاريخ العراق في العصر السلجوقي ( 429 - 552 هـ ) د.حسين أمين بغداد 1965 م pdf.